# یواس‌اس وایزمن (دی‌ئی-۶۶۷)
یواس‌اس وایزمن (دی‌ئی-۶۶۷) (به انگلیسی: USS Wiseman (DE-667)) یک کشتی بود که طول آن ۳۰۶ فوت ۰ اینچ (۹۳٫۲۷ متر) بود. این کشتی در سال ۱۹۴۳ ساخته شد.